# Ilana Karaszyk
Ilana Karaszyk (hebr. ‏אילנה קרשיק‎, ur. 1 lipca 1938 w Polsce) – izraelska lekkoatletka, sprinterka i skoczkini w dal.
Podczas igrzysk olimpijskich w Rzymie (1960) odpadła w eliminacjach na 200 metrów z czasem 26,5 oraz w skoku w dal (5,08 i 28. miejsce).
Złota medalistka mistrzostw Izraela. 

## Rekordy życiowe
- Skok w dal – 5,39 (1960)